# پیمان بریتانیا و عثمانی (۱۹۱۳)
در ۲۹ ژوئیه ۱۹۱۳ میلادی پیمانی بین امپراتوری بریتانیا و امپراتوری عثمانی بسته شد که حدود دو کشور را در خلیج پارس، کویت، بحرین و قطر مشخص می‌نمود.
با این قرارداد کویت به عنوان ایالت خودمختار در چارچوب امپراتوری عثمانی شناخته شد و حاکم کویت یک مامور عثمانی به شمار رفت.
این پیمان حق حاکمیت بر تمامی اروند رود را در اختیار دولت عثمانی قرار داد.
هم چنین به موجب این پیمان عثمانیان از حقوق و حاکمیت خود در بحرین، قطر، مسقط و عمان در برابر بریتانیا چشم پوشی کرد.
با خروج نیروهای عثمانی دولت بریتانیا حکومت‌های دست نشانده خود در این مناطق را به رسمیت شناخت. 
پرسی کاکس از دیپلمات‌های فعال بریتانیا در این پیمان بود.